# Mr. Grouch at the Seashore
Mr. Grouch at the Seashore é um filme de comédia dos Estados Unidos de 1912, dirigido por Dell Henderson. O filme mudo foi produzido por Biograph Company.

## Elenco
- Edward Dillon ... Mr. Grouch
- J. Jiquel Lanoe
- Jack Pickford